# Campeonato Mundial de Natação em Piscina Curta de 2016 - 100 m medley masculino
A prova dos 100 metros nado medley masculino do Campeonato Mundial de Natação em Piscina Curta de 2016 foi disputado entre 8 e 9 de dezembro no Centro WFCU em Windsor, Canadá.

## Recordes
Antes desta competição, os recordes mundiais e do campeonato nesta prova eram os seguintes:
|                       | Nome             | Nacionalidade | Tempo | Local  | Data                  |
| --------------------- | ---------------- | ------------- | ----- | ------ | --------------------- |
| Recorde mundial       | Vladimir Morozov | Rússia        | 50.30 | Berlim | 30 de agosto de 2016  |
| Recorde do campeonato | Markus Deibler   | Alemanha      | 50.66 | Doha   | 7 de dezembro de 2014 |

## Medalhistas
| Ouro                 | Prata            | Bronze               |
| Michael Andrew (USA) | Daiya Seto (JPN) | Shinri Shioura (JPN) |

## Resultados

### Eliminatórias
As eliminatórias ocorreram dia 8 de dezembro com um total de 87 nadadores.  
| Colocação | Bateria | Raia | Nome                    | Nacionalidade            | Tempo   | Notas |
| --------- | ------- | ---- | ----------------------- | ------------------------ | ------- | ----- |
| 1.        | 9       | 4    | Władimir Morozow        | Rússia                   | 52,33   | Q     |
| 2.        | 8       | 3    | Michael Andrew          | Estados Unidos           | 52,58   | Q     |
| 3.        | 9       | 5    | Daiya Seto              | Japão                    | 52,76   | Q     |
| 4.        | 7       | 4    | Shinri Shioura          | Japão                    | 52,86   | Q     |
| 5.        | 9       | 6    | Jack Gerrard            | Austrália                | 52,89   | Q     |
| 6.        | 8       | 4    | Wang Shun               | China                    | 52,91   | Q     |
| 6.        | 8       | 5    | Philip Heintz           | Alemanha                 | 52,91   | Q     |
| 8.        | 8       | 6    | Kyle Stolk              | Países Baixos            | 53,07   | Q     |
| 9.        | 9       | 9    | Andreas Vazaios         | Grécia                   | 53,19   | Q     |
| 10.       | 1       | 7    | Mark Szaranek           | Reino Unido              | 53,40   | Q     |
| 11.       | 7       | 7    | Alexis Santos           | Portugal                 | 53,41   | Q     |
| 12.       | 7       | 5    | Simon Sjödin            | Suécia                   | 53,44   | Q     |
| 13.       | 7       | 1    | Dávid Földházi          | Hungria                  | 53,47   | Q     |
| 14.       | 7       | 6    | Daniił Pachomow         | Rússia                   | 53,48   | Q     |
| 15.       | 8       | 7    | Markus Lie              | Noruega                  | 53,53   | Q     |
| 16.       | 9       | 3    | Fabio Scozzoli          | Itália                   | 53,57   | Q, WD |
| 17.       | 9       | 7    | Martin Liivamägi        | Estónia                  | 53,59   | Q     |
| 18.       | 6       | 4    | Evan White              | Canadá                   | 53,70   |       |
| 19.       | 7       | 3    | Mitch Larkin            | Austrália                | 53,81   |       |
| 20.       | 7       | 8    | Jérémy Desplanches      | Suíça                    | 53,86   |       |
| 21.       | 9       | 8    | Daniel Skaaning         | Dinamarca                | 53,89   |       |
| 22.       | 7       | 2    | Jan Šefl                | Chéquia                  | 53,94   |       |
| 23.       | 9       | 1    | Benjamin Hockin         | Paraguai                 | 54,17   |       |
| 24.       | 9       | 2    | Diogo Carvalho          | Portugal                 | 54,18   |       |
| 25.       | 8       | 1    | Hu Yixuan               | China                    | 54,28   |       |
| 26.       | 6       | 3    | Apostolos Christou      | Grécia                   | 54,37   |       |
| 27.       | 2       | 0    | Uvis Kalniņš            | Lituânia                 | 54,41   |       |
| 28.       | 8       | 2    | Martti Aljand           | Estónia                  | 54,58   |       |
| 29.       | 9       | 0    | Adam Halas              | Eslováquia               | 54,87   |       |
| 30.       | 5       | 4    | Pang Sheng Jun          | Singapura                | 55,06   |       |
| 31.       | 1       | 4    | Jakub Maly              | Áustria                  | 55,17   |       |
| 31.       | 8       | 9    | Jordy Groters           | Aruba                    | 55,17   |       |
| 33.       | 6       | 5    | Kristinn Þórarinsson    | Islândia                 | 55,19   |       |
| 34.       | 8       | 0    | Nikolajs Maskaļenko     | Lituânia                 | 55,42   |       |
| 35.       | 8       | 8    | Trần Duy Khôi           | Vietname                 | 55,47   |       |
| 36.       | 7       | 0    | Viktor Bromer           | Dinamarca                | 55,64   |       |
| 37.       | 6       | 1    | Tomas Peribonio Avila   | Equador                  | 55,82   |       |
| 38.       | 5       | 5    | Pavel Janeček           | Chéquia                  | 55,86   |       |
| 39.       | 7       | 9    | Mak Ho Lun Raymond      | Hong Kong                | 55,89   |       |
| 40.       | 6       | 0    | Márton Barta            | Hungria                  | 55,94   |       |
| 41.       | 2       | 7    | Oleg Garasymovytch      | França                   | 56,20   |       |
| 42.       | 6       | 9    | Lionel Khoo             | Singapura                | 56,32   |       |
| 43.       | 3       | 3    | Luke Reilly             | Canadá                   | 56,53   |       |
| 44.       | 5       | 3    | Viktor Vilbergsson      | Islândia                 | 56,79   |       |
| 45.       | 6       | 2    | Alaric Basson           | África do Sul            | 57,12   |       |
| 46.       | 5       | 0    | Ralph Goveia            | Zâmbia                   | 57,15   |       |
| 47.       | 1       | 6    | Marc Rojas              | República Dominicana     | 57,29   |       |
| 48.       | 5       | 8    | Esteban Araya           | Costa Rica               | 57,44   |       |
| 49.       | 2       | 2    | Keanan Dols             | Jamaica                  | 57,45   |       |
| 50.       | 6       | 8    | Alard Basson            | África do Sul            | 57,46   |       |
| 51.       | 4       | 4    | Pedro Pinotes           | Angola                   | 57,67   |       |
| 52.       | 6       | 7    | Yeziel Morales Miranda  | Porto Rico               | 57,84   |       |
| 53.       | 2       | 3    | Jarod Arroyo            | Porto Rico               | 57,94   |       |
| 54.       | 2       | 1    | Adrian Hoek             | Curaçau                  | 58,25   |       |
| 55.       | 2       | 6    | Alberto Batungbaca      | Filipinas                | 58,39   |       |
| 56.       | 6       | 6    | Noah Al-Khulaifi        | Catar                    | 58,44   |       |
| 57.       | 5       | 6    | Miguel Mena             | Nicarágua                | 58,49   |       |
| 58.       | 5       | 2    | João Matias             | Angola                   | 58,66   |       |
| 59.       | 3       | 1    | Brandon Schuster        | Samoa                    | 58,78   |       |
| 60.       | 4       | 6    | Julian Fletcher         | Bermudas                 | 59,14   |       |
| 61.       | 4       | 8    | Adam Allouche           | Líbano                   | 59,49   |       |
| 62.       | 4       | 7    | Alex Axiotis            | Zâmbia                   | 59,80   |       |
| 63.       | 4       | 3    | Colin Bensadon          | Gibraltar                | 59,97   |       |
| 64.       | 4       | 5    | Mathias Zacarias        | Paraguai                 | 1:00,16 |       |
| 65.       | 4       | 9    | Mathieu Marquet         | Ilhas Maurícias          | 1:00,31 |       |
| 66.       | 4       | 1    | Zandanbal Gunsennorov   | Mongólia                 | 1:00,43 |       |
| 67.       | 3       | 5    | Ryan Maskelyne          | Papua-Nova Guiné         | 1:00,45 |       |
| 68.       | 5       | 9    | Fausto Huerta           | República Dominicana     | 1:00,61 |       |
| 69.       | 1       | 2    | Michael Stafrace        | Malta                    | 1:00,63 |       |
| 70.       | 3       | 4    | Gregory Penny           | Ilhas Virgens Americanas | 1:00,77 |       |
| 71.       | 4       | 2    | Joaquin Sepulveda Parra | Chile                    | 1:01,61 |       |
| 72.       | 3       | 6    | Ashley Seeto            | Papua-Nova Guiné         | 1:01,87 |       |
| 73.       | 3       | 8    | Kennet Libohova         | Albânia                  | 1:02,90 |       |
| 74.       | 3       | 2    | Marco Flores            | Honduras                 | 1:03,21 |       |
| 75.       | 3       | 7    | Ridhwan Mohamed         | Quênia                   | 1:03,89 |       |
| 76.       | 1       | 3    | Rainier Rafaela         | Curaçau                  | 1:04,42 |       |
| 77.       | 1       | 1    | Meriton Veliu           | Kosovo                   | 1:05,28 |       |
| 78.       | 3       | 9    | Salofi Welch            | Marianas Setentrionais   | 1:06,25 |       |
| 79.       | 1       | 5    | Tongli Panuve           | Tonga                    | 1:06,48 |       |
| 80.       | 3       | 0    | Christian Villacrusis   | Marianas Setentrionais   | 1:07,08 |       |
| 81.       | 2       | 5    | Joseph Sumari           | Tanzânia                 | 1:15,60 |       |
| 82.       | 2       | 4    | Dennis Mhini            | Tanzânia                 | 1:16,42 |       |
| 83. !     | 4       | 0    | Jonathan Gómez          | Colômbia                 | 99,99 ! | DSQ   |
| 83. !     | 5       | 1    | Artyom Kozlyuk          | Uzbequistão              | 99,99 ! | DSQ   |
| 83. !     | 5       | 7    | Paul Elaisa             | Fiji                     | 99,99 ! | DSQ   |
| 83. !     | 2       | 8    | Matthew Josa            | Estados Unidos           | 99,99 ! | DSQ   |
| 83. !     | 2       | 9    | Teimuraz Kobakhidze     | Geórgia                  | 99,99 ! | DSQ   |

### Semifinal
A semifinal  ocorreu dia 8 de dezembro. 

#### Semifinal 1
| Colocação | Raia | Nome             | Nacionalidade  | Tempo | Notas |
| --------- | ---- | ---------------- | -------------- | ----- | ----- |
| 1.        | 5    | Shinri Shioura   | Japão          | 52,35 | Q     |
| 2.        | 4    | Michael Andrew   | Estados Unidos | 52,41 | Q     |
| 3.        | 3    | Wang Shun        | China          | 52,73 | Q     |
| 4.        | 6    | Kyle Stolk       | Países Baixos  | 52,87 | Q     |
| 5.        | 7    | Simon Sjödin     | Suécia         | 52,88 | Q     |
| 6.        | 1    | Daniił Pachomow  | Rússia         | 53,19 |       |
| 7.        | 2    | Mark Szaranek    | Reino Unido    | 53,53 |       |
| 8.        | 8    | Martin Liivamägi | Estónia        | 53,87 |       |

#### Semifinal 2
| Colocação | Raia | Nome             | Nacionalidade | Tempo | Notas |
| --------- | ---- | ---------------- | ------------- | ----- | ----- |
| 1.        | 5    | Daiya Seto       | Japão         | 52,09 | Q     |
| 2.        | 4    | Władimir Morozow | Rússia        | 52,44 | Q     |
| 3.        | 6    | Philip Heintz    | Alemanha      | 52,63 | Q     |
| 4.        | 3    | Jack Gerrard     | Austrália     | 53,03 |       |
| 5.        | 7    | Alexis Santos    | Portugal      | 53,06 |       |
| 6.        | 8    | Markus Lie       | Noruega       | 53,15 |       |
| 7.        | 2    | Andreas Vazaios  | Grécia        | 53,36 |       |
| 8.        | 1    | Dávid Földházi   | Hungria       | 53,61 |       |

### Final
A final teve sua disputa realizada em 9 de dezembro. 
| Colocação         | Raia | Nome             | Nacionalidade  | Tempo | Notas |
| ----------------- | ---- | ---------------- | -------------- | ----- | ----- |
| Medalha de ouro   | 3    | Michael Andrew   | Estados Unidos | 51,84 | WJR   |
| Medalha de prata  | 4    | Daiya Seto       | Japão          | 52,01 |       |
| Medalha de bronze | 5    | Shinri Shioura   | Japão          | 52,17 |       |
| 4.                | 7    | Wang Shun        | China          | 52,21 |       |
| 5.                | 2    | Philip Heintz    | Alemanha       | 52,78 |       |
| 6.                | 6    | Władimir Morozow | Rússia         | 52,83 |       |
| 6.                | 8    | Simon Sjödin     | Suécia         | 52,83 |       |
| 8.                | 1    | Kyle Stolk       | Países Baixos  | 53,31 |       |

Legenda
| Recorde mundial       | Recorde mundial (World record)               |                       | Recorde africano                      | Recorde africano (African) |                                           | Q | Classificado por posição (Qualified) |
| Recorde do campeonato | Recorde do campeonato (Championship record)  | Recorde da América    | Recorde da América (Americas)         | q                          | Classificado por melhor tempo (Qualified) |   |                                      |
| Melhor marca do ano   | Melhor marca do ano (World leading)          | Recorde asiático      | Recorde asiático (Asian)              | DNS                        | Não largou (Did not start)                |   |                                      |
| Recorde nacional      | Recorde nacional (National record)           | Recorde europeu       | Recorde europeu (European)            | DNF                        | Não terminou (Did not finish)             |   |                                      |
| Recorde pessoal       | Recorde pessoal do atleta (Personal best)    | Recorde da Oceania    | Recorde da Oceania (Oceania)          | DSQ / DQ                   | Desclassificado (Disqualified)            |   |                                      |
| Recorde da temporada  | Recorde da temporada do atleta (Season best) | Recorde sul-americano | Recorde sul-americano (South America) | NM                         | Sem marca (No mark)                       |   |                                      |